# فرودگاه وویا
فرودگاه وویا  (به انگلیسی: Woja Airport)  یک فرودگاه   با کد یاتا WJA است . این فرودگاه در  کشور جزایر مارشال قرار دارد .